# Algirdas Stončaitis
 Algirdas Stončaitis (* 1962 in Plateliai, Rajongemeinde Plungė, Litauische SSR, Sowjetunion) ist ein litauischer Beamter und Politiker, seit 2020 Mitglied des Seimas, von 2018 bis 2020  litauischer Regierungskanzler.

## Leben
Nach dem Abitur 1980 an der Mittelschule Plateliai bei Plungė absolvierte er 1987 die Miliz-Hochschule Minsk der Weißrussischen Sozialistischen Sowjetrepublik in der UdSSR.
Von 1987 bis 1990 arbeitete in der Abteilung der Kriminalsuche und von 1990 bis 1991 in der Abteilung der Kriminalpolizei am Innenministerium Litauens. Von 1991 bis 1992 war er Beamter der Abteilung Kriminalpolizei am Policijos departamentas in Vilnius.
Von 1994 bis 1995 leitete er eine Inspektion am Pasienio policijos departamentas (PPD). Von 1995 bis 1997 war er Kommissar der Straßenpolizei. Von 1997 bis 2001 wr er erster Stellvertreter des Hauptpolizeikommissars und Stabschef im Grenzschutz am PPD. 2001 war er oberster Kommissar am Policijos departamentas und stellvertretender Polizei-Generalkommissar sowie Berater. Von 2008 bis 2015 war er Stellvertreter des Polizei-Generalkommissar. Von 2015 bis 2018 arbeitete er als Kanzler am Innenministerium Litauens. Von 2018 bis November 2020 war er litauischer Regierungskanzler unter Leitung des Premierministers Saulius Skvernelis. Bei Parlamentswahl in Litauen 2020 wurde er Mitglied des Seimas. 

## Familie
Stončaitis ist verheiratet und hat mit seiner Frau Audronė zwei Töchter.